# I Just Don't Know What to Do with Myself
Nel mese di ottobre del 1970 Richard Perry produce I Just Don't Know What to Do With Myself ed è poi stato pubblicato come primo singolo da solista di Gary Puckett. Il brano raggiunse la posizione #61 nella Hot 100 di Billboard magazine.
Nel 2003 i The White Stripes ne fanno una cover e la pubblicano nell'album Elephant del 2003. Successivamente viene anche pubblicato come singolo nel mese di settembre del 2003

## Tracce

### Promo
1. "I Just Don't Know What to Do with Myself" (Live) (Burt Bacharach, Hal David)
2. "Who's to Say" (Blanche)
3. "Lafayette Blues" (Live)
4. "I'm Finding It Harder to Be a Gentleman "(Live)

### 7"
1. "I Just Don't Know What to Do with Myself" (Live)
2. "Who's to Say"

### CD
1. "I Just Don't Know What to Do with Myself" (Live)
2. "Who's to Say"
3. "I'm Finding It Harder to Be a Gentleman" (Live)

### DVD
1. "I Just Don't Know What to Do with Myself" (solo audio)
2. "Lafayette Blues" (Live) (solo audio)
3. "Black Math" (Live)